# 9739 Powell
9739 Powell eller 1987 SH7 är en asteroid i huvudbältet som upptäcktes den 26 september 1987 av det amerikanska astronom paret Eugene M. och Carolyn S. Shoemaker vid Palomar-observatoriet. Den är uppkallad efter James L. Powell.
Asteroiden har en diameter på ungefär 3 kilometer och den tillhör asteroidgruppen Hungaria.